# 조제프 카빌라
조제프 카빌라 카방게(프랑스어: Joseph Kabila Kabange, 문화어: 죠제프 까빌라 까방게, 1971년 6월 4일~)는 콩고 민주 공화국의 제4대 대통령이다. 그는 2001년 제2차 콩고 전쟁 당시 아버지 로랑데지레 카빌라 대통령이 암살되자 열흘간 임시대행을 한 뒤 취임했다. 그는 2003년 프리토리아 협정으로 새 과도정부의 대통령으로서 전쟁을 끝낸 후 계속 집권할 수 있었다. 그는 2006년에 대통령으로 선출되었고 2011년에 두 번째 임기를 위해 재선되었다. 2018년 선거 이후 퇴임한 카빌라는 전직 대통령으로서 종신 상원의원으로 활동하고 있다.
카빌라의 임기는 2006년 채택된 헌법에 따라 2016년 12월 20일에 만료될 예정이었다. 관계자들은 2016년 11월에 선거를 실시할 것을 제안했지만, 2016년 9월 29일, 선거 당국은 2018년 초까지 선거를 치를 수 없다고 발표했다. 이는 선거를 치르기 전에 인구조사의 필요성에 초점을 맞춘 대화이기도 하다. 2018년 8월, 카빌라는 사임하고 2018년 12월 총선에 출마하지 않겠다고 발표했다. 그의 뒤를 이어 펠릭스 치세케디가 독립 이후 처음으로 평화적인 정권교체를 단행했다.
집권 당시 조제프 카빌라는 콩고 동부에서 계속되는 전쟁과 이웃한 우간다와 르완다 정부의 지원을 받는 내부 반란군에 직면한다.

## 어린 시절 및 경력
조셉 카빌라 카방게와 그의 쌍둥이 자매 제이넷 카빌라는 1971년 6월 4일에 태어났다. 공식 설명에 따르면, 이 쌍둥이들은 콩고 민주 공화국 남키부주 피지 지역의 작은 마을인 휴아보라에서 태어났다고 한다. 카빌라가 실제로 탄자니아에서 태어났다는 소문이 무성했고, 이것은 그를 탄자니아의 시민으로 만들 것이다. 그는 AFDL의 전 지도자이자 콩고 민주 공화국 대통령인 로랑데지레 카빌라와 시파 마하냐의 아들이다.
카빌라의 어린 시절은 그의 아버지의 정치와 군사 경력의 절정과 일치했다. 그는 어린 시절의 기록이 거의 없는 비교적 외진 곳에서 자랐다. 카빌라는 탄자니아로 이주하여 초등학교와 중학교를 졸업하였다. 카빌라는 자이르의 독재자 모부투 세세 세코의 적인 아버지의 신분으로 인해, 자이르의 정보요원에게 들키지 않기 위해 학창 시절에 탄자니아인 행세를 했다.
2025년 4월, 군 검찰총장은 상원에 조셉 카빌라의 면책특권을 해제해 달라고 요청서를 제출했습니다. 면책특권이 해제되면 카빌라는 반역죄, 전쟁 범죄, 반인륜 범죄 혐의로 기소될 수 있게 됩니다.

## 개인 생활
카빌라는 2006년 6월 1일 올리브 렘베 디 시타와 결혼했다. 결혼식은 2006년 6월 17일에 열렸다. 카빌라와 그의 배우자는 2001년에 태어난 시파라는 이름의 딸을 두고 있다.

## 역대 선거 결과
| 선거명      | 직책명                    | 대수 | 정당           | 득표율 | 득표수      | 결과 | 당락 |
| ----------- | ------------------------- | ---- | -------------- | ------ | ----------- | ---- | ---- |
| 2006년 선거 | 콩고 민주 공화국의 대통령 | 4대  | 재건민주인민당 | 44.81% | 7,590,485표 | 1위  |      |
| 2011년 선거 | 콩고 민주 공화국의 대통령 | 4대  | 재건민주인민당 | 48.95% | 8,880,944표 | 1위  |      |